# Lespedeza hispida
Lespedeza hispida là một loài thực vật có hoa trong họ Đậu. Loài này được (Franch.) T. Nemoto & H. Ohashi mô tả khoa học đầu tiên năm 2009.